# Песков, Алексей Константинович
Алексей Константинович Песков (род. 16 декабря 1983 года) — российский гандболист, правый полусредний. Мастер спорта международного класса. 

## Карьера

### Клубная
Первый тренер Алексея Пескова — Вилен Тимофеевич Копейкин. Алексей Песков начинал профессиональную карьеру в Чеховские Медведи в 2002 году, в составе которого многократно выигрывал чемпионат России, кубок России и обладатель кубка обладателей кубков в 2006 году. В 2008 году Песков перешёл в словенский клуб Целе, в составе которого стал серебряным призёром кубка Словении. На следующий сезон Алексей Песков перешёл в польский клуб Висла Плоцк. В октябре 2010 года по обоюдному согласию Висла Плоцк расторгла контракт с Песковым. В январе 2011 года стало известно, что Алексей Песков заключил контракт с украинским клубом Динамо Полтава. В составе Динамо Алексей Песков стал чемпионом Украины. По итогам сезона 2010/11 чемпионата Украины, Алексей Песков попал в символическую сборную, стал лучшим правым полусредним чемпионата Украины. По итогам сезона 2011/12 чемпионата Украины, Алексей Песков занял второе место в списке лучших игроков чемпионата. В 2012 году Алексей Песков перешёл в ZTR (гандбольный клуб). В 2015 году Алексей Песков стал игроком словацкого клуба «Татран» (Прешов). В июне 2018 года объявил об уходе из «Спартака»

### Международная карьера
Алексей Песков выступал за сборную России. Участник чемпионата Европы 2006 и чемпионата Мира.

## Награды
- Победитель чемпионата России: 2004, 2005, 2006, 2007, 2008
- Обладатель кубка обладателей кубков: 2006
- Серебряный призёр кубка Словении: 2009
- Бронзовый призёр чемпионата Польши:
- Победитель чемпионата Украины: 2011
- Серебряный призёр чемпионата Украины: 2012, 2013, 2015
- Победитель чемпионата Словакии: 2016

## Статистика
Статистика Алексея Пескова в сезоне 2017/18 указана на 28.5.2018
| Сезон     | Клуб              | Лига              | Матчи | Голы | 7-метр | Голы |
| --------- | ----------------- | ----------------- | ----- | ---- | ------ | ---- |
| 2004—05   | Чеховские Медведи | Чемпионат России  |       | 168  |        |      |
| 2005—06   | Чеховские Медведи | Чемпионат России  | 21    | 87   |        |      |
| 2010—11   | Динамо Полтава    | Чемпионат Украины | 13    | 87   | 2      | 85   |
| 2011—12   | Динамо Полтава    | Чемпионат Украины | 25    | 179  |        |      |
| 2012—13   | ЗТР Запорожье     | Чемпионат Украины | 16    | 103  |        |      |
| 2016—17   | ГК Татран Прешов  | Екстралига        | 28    | 81   | 1      | 80   |
| 2017—18   | ГК Татран Прешов  | Екстралига        | 4     | 3    | 0      | 3    |
| 2017—18   | Спартак Москва    | Чемпионат России  | 23    | 59   | 0      | 59   |
| 2016—н.в. | Итого             | Екстралига        | 32    | 84   | 1      | 83   |